# Чехословаччина на літніх Олімпійських іграх 1924
Чехословаччина взяла участь в Літніх Олімпійських іграх 1924 року в Парижі (Франція) вдруге після утворення Чехословаччини (1918). Раніше на Іграх виступала команда Богемії. 
До складу спортивної делегації увійшло 133 спортсмена: 129 чоловіків і 4 жінки, які брали участь в 75 змаганнях з 16 видів спорту. Збірна завоювала десять медалей, з них одну — золоту, чотири — срібних та одну бронзову медалі. Дев'ять медалей завоювали представники збірної Чехословаччини зі спортивної гімнастики. Бедріх Шупчик став першим серед чехословацьких спортсменів олімпійським чемпіоном.

## Медалісти
Золото
- Бедріх Шупчик — Гімнастика, скелелазіння.

 Срібло
- Роберт Пражак — Гімнастика, абсолютний залік.
- Роберт Пражак — Гімнастика, бруси.
- Роберт Пражак — Гімнастика, кільця.
- Ян Кутни — Гімнастика, опорний стрибок.

 Бронза
- Бедріх Шупчик — Гімнастика, абсолютний залік.
- Ладислав Ваха — Гімнастика, скелелазіння.
- Ладислав Ваха — Гімнастика, кільця.
- Богуміл Морковськи — Гімнастика, опорний стрибок.
- Богуміл Дурдіс — Важка атлетика, вага 67,5 кг.

## Учасники

### Важка атлетика
| Спортсмен       | Категорія     | Загалом | Місце  |
| --------------- | ------------- | ------- | ------ |
| Антонін Грабе   | до 60 кг      | 365     | 9      |
| Богуміл Дурдіс  | до 67,5 кг    | 425     | Бронза |
| Йозеф Томаш     | до 75 кг      | 392,5   | 15     |
| Ярослав Скобла  | до 82,5 кг    | 470     | 8      |
| Богуміл Стінни  | до 82,5 кг    | DNF     | —      |
| Франтішек Фішер | понад 82,5 кг | 435     | 16     |

### Легка атлетика
В змаганнях з легкої атлетики від Чехословаччини взяли участь 18 спортсменів (усі чоловіки), які не змогли втрутитися в боротьбу за медалі, залишившись без нагород.

### Спортивна гімнастика
Чоловіки — 8
Вісім гімнастів представляли Чехословаччину на Олімпійських іграх 1924, і п'ятеро з них стали медалістами Олімпіади в індивідуальних змаганнях. Але через те, що двоє членів команди Йозеф Кос та Станіслав Індрух змагалися не на всіх снарядах, збірна Чехословаччини в командному заліку була дискваліфікована і залишилася без медалі.
| Гімнаст            | Командний залік | Абсолютний залік | Снаряд          | Снаряд           | Снаряд      | Снаряд | Снаряд | Снаряд             | Снаряд       |
| Гімнаст            | Командний залік | Абсолютний залік | Опорний стрибок | Паралельні бруси | Перекладина | Кільця | Кінь   | Стрибок через коня | Скелелазіння |
| ------------------ | --------------- | ---------------- | --------------- | ---------------- | ----------- | ------ | ------ | ------------------ | ------------ |
| Роберт Пражак      | —               | Срібло           | 9               | Срібло           | 9           | Срібло | 13     | 8                  | 13           |
| Бедріх Шупчик      | —               | Бронза           | 15              | 9                | 16          | 24     | 5      | 6                  | Золото       |
| Мірослав Клінгер   | —               | 5                | 7               | 10               | 26          | 11     | 7      | 12                 | 24           |
| Ладислав Ваха      | —               | 6                | 10              | 6                | 39          | Бронза | 17     | 6                  | Бронза       |
| Ян Кутни           | —               | 11               | Срібло          | 11               | 35          | 7      | 22     | 12                 | 24           |
| Богуміл Морковськи | —               | 13               | Бронза          | 13               | 41          | 6      | 31     | 23                 | 18           |
| Станіслав Індрух   | —               | —                | —               | 18               | 19          | —      | —      | —                  | —            |
| Йозеф Кос          | —               | —                | —               | 7                | 15          | —      | —      | —                  | —            |

### Футбол
Чехословаччина вдруге брала участь в олімпійському футбольному турнірі. Після перемоги в першому матчі над Туреччиною вона зустрілася зі збірною Швейцарії і, зігравши спочатку внічию 1-1, у переграванні програла майбутньому фіналісту олімпійського турніру з рахунком 0-1.
|                    | Дисципліна | 1/16 фіналу                | 1/8 фіналу              | 1/8 фіналу (перегравання) | 1/8 фіналу (перегравання) |
| Суперник Результат | Дисципліна | Суперник Результат         | Суперник Результат      | Місце                     |                           |
| ------------------ | ---------- | -------------------------- | ----------------------- | ------------------------- | ------------------------- |
| Чехословаччина     | Футбол     | Туреччина · Перемога · 5-2 | Швейцарія · Нічия · 1-1 | Швейцарія · Поразка · 0-1 | 9                         |